# Parco nazionale Aoraki/Mount Cook
Il parco nazionale Aoraki/Mount Cook è un parco nazionale che si trova nell'Isola del Sud, in Nuova Zelanda, vicino alla città di Twizel. Il parco è stato istituito formalmente nel 1953, ma consiste di una serie di aree protette che erano state create fin dal 1887 per proteggere la flora e la fauna di questa regione.

## Geografia
Il parco si estende su di una superficie di poco più di 700 chilometri quadrati. Di questi, circa il 40% sono ricoperti da ghiacciai.
Di tutte le vette neozelandesi che oltrepassano i 3.000 metri d'altezza, il Monte Aspiring è l'unico che non si trova all'interno dei confini del parco, che prende il nome proprio dalla più alta cima della nazione, l'Aoraki/Monte Cook (3753 m s.l.m.). Tutte queste vette fanno parte della catena montuosa delle Alpi meridionali, montagne giovani (hanno meno di 10 milioni di anni) e tuttora in formazione. Nell'area del parco le cime crescono ad un tasso di circa 50 centimetri al secolo (la spinta verso l'alto è quasi controbilanciata dall'erosione).
Il parco nazionale Aoraki/Mount Cook, insieme ai parchi nazionali Westland Tai Poutini, Mount Aspiring e Fiordland, è stato inserito nel 1990 nell'elenco dei patrimoni dell'umanità dell'UNESCO. I quattro parchi sono raggruppati sotto il nome collettivo di Te Wahipounamu.

## Flora e fauna
Gran parte del parco si trova oltre la linea degli alberi, quindi la vegetazione consiste di piante tipicamente alpine. La vita animale consiste prevalentemente di specie come il kea, un pappagallo endemico della Nuova Zelanda, e le pispole, oltre a specie introdotte dall'uomo come il camoscio, il cervo europeo e il thar himalayano, che possono essere cacciati.
Il parco è molto popolare fra gli appassionati di sci, alpinismo e trekking, con numerosi percorsi loro dedicati.